# Tantilla andinista
Tantilla andinista är en ormart som beskrevs av Wilson och Mena 1980. Tantilla andinista ingår i släktet Tantilla och familjen snokar. Inga underarter finns listade i Catalogue of Life.
Arten förekommer i Ecuador vid berget Chimborazo. De första individerna hittades mellan 2600 och 2750 meter över havet. Honor lägger ägg.